# Un cântec străbate lumea (film din 1958)
Un cântec străbate lumea (titlul original: în germană Ein Lied geht um die Welt) este un film-muzical-dramă german din anul 1958, regizat de Géza von Bolváry, cu actorul Hans Reiser în rolul principal. Filmul prezintă viața tenorului evreu Joseph Schmidt, născut lângă Cernăuți în Bucovina, din momentul când a ajuns la Berlin, unde a devenit renumit.
Filmului este numit după titlul unei melodii de succes a tenorului. 

## Conținut
Filmul descrie ascensiunea fulminantă și succesul de la începutul anilor 1930 în Germania și în alte țări din Europa a renumitului cântăreț Joseph Schmidt, cât și urmărirea acestuia de către național-socialiști, refugiul său în alte țări din Europa, iar în final moartea sa tragică în lagărul de refugiați din Girenbad în apropiere de Zürich, în Elveția, la vârsta de doar 38 de ani.

## Distribuție
- Hans Reiser - Joseph Schmidt
- Sabina Sesselmann - Brigitte von Hilden
- Ruth Stephan - Malvine
- Theo Lingen - Domnul Himmel
- Karl Lieffen - Pianistul Schlange
- Annie Rosar - Mama lui Schmidt
- Johanna Hofer - Doamna Hilden
- Lotte Ledl - Mizzi
- Jaspar von Oertzen
- Susanne Korda - Renée
- Max Strassberg - Strassberg
- Hans Hais
- Käthe Itter
- Wolf Petersen